# Atomaria parva
Atomaria parva is een keversoort uit de familie harige schimmelkevers (Cryptophagidae). De wetenschappelijke naam van de soort werd in 1923 gepubliceerd door Schenkling.